# مرآة الحرمين الشريفين وجزيرة العرب
مرآة الحرمين الشريفين وجزيرة العرب هي موسوعة علمية وثقافية ضخمة، تحوي الكثير من المعارف والفنون والتاريخ والقصص والجغرافيا والشعر والإحصاءات التي تتعلق بمكة المكرمة والمدينة المنورة، وقد صنفها ووضعها باللغة التركية العثمانية الرحالة التركي الشهير أيوب صبري باشا.
تقع الموسوعة في ثلاثة آلاف صفحة من القطع الكبير في خمسة مجلدات، واستغرق تأليفها وجمع مادتها سبعة عشر عاماً، حيث قام أيوب صبري باشا بتنقيح مادة كتابه، وانتقاها جيداً، واعتمد على المصادر والمراجع، كما كان يسأل الأحياء من الناس من كبار السن، ليستوثق لمادة كتابه الضخم، ويتحرَّى الدقة في الوقائع والأخبار والحوادث والأماكن. وقبل الرحالة التركي أيوب صبري كان هناك علماءُ كثيرون قد ألفوا في تاريخ مكة المكرمة والمدينة المنورة، لكن لم يتوفر لهذه المؤلفات أو لبعضها صفة الجمع أو الشمول لتتحدث عن الحجاز وبخاصة مكة المكرمة والمدينة المنورة وكذلك جزيرة العرب مجتمعة.